# Gafuržan Sujumbajev
Gafuržan Sujumbajev (kazašsky Ғафуржан Сабыржанұлы Сүйімбаев; rusky Гафуржан Сабиржонович Суюмбаев; transkripcí Gafuržan Sabiržonovič Sujumbajev; * 19. srpna 1990, Kazašská SSR, SSSR) je kazašský fotbalový obránce a reprezentant, od roku 2016 hráč klubu FK Kajrat Almaty.

## Reprezentační kariéra
V reprezentačním A-mužstvu Kazachstánu debutoval 7. 6. 2014 v přátelském zápase v Budapešti proti domácímu Maďarsku (prohra 0:3).